# ژواو
ژواو(به پرتغالی: João) (تلفظ پرتغالی:[ʒwɐ̃w]) ممکن است به یکی از موارد زیر اشاره داشته باشد:
- ژواو گولارت
- ژواو ژیلبرتو
- ژواو خوزه
- ژواو موتینیو
- ژواو کونیا ئی سیلوا
- ژواو سوسا
- ژواو سوزا
- ژواو سالدانیا
- ژواو آلوس دِ اسیس سیلوا